# Coryanthes gernotii
Coryanthes gernotii là một loài thực vật có hoa trong họ Lan. Loài này được G.Gerlach & G.A.Romero mô tả khoa học đầu tiên năm 1991.